# YoungCapital
Die YoungCapital Group ist ein Personaldienstleister, der sich auf die Arbeitsvermittlung von Studenten, Absolventen und anderen  Arbeitssuchenden spezialisiert. Das Unternehmen hat einen Hauptsitz in Hoofddorp, den Niederlanden und wurde 2000 gegründet.
In Deutschland ist das Unternehmen an 3 Standorten vertreten: Köln, Berlin und Düsseldorf. Dabei wurde die erste Niederlassung in Köln 2015 gegründet.

## Geschichte
Im Jahr 2000 gründeten Hugo de Koning, Bram Bosveld und Rogier Thewessen die niederländische Jobbörse StudentenWerk.nl. Mit StudentJob.de ging 2008 die erste deutsche Jobbörse der drei Gründer online. Ein Jahr darauf expandierte StudentJob weiter in Europa und betreibt seitdem auch Jobbörsen in Belgien, Spanien, Frankreich, Schweden, Österreich, der Schweiz, Irland und Großbritannien.
Aus den beiden Jobbörsen StudentenWerk und StudentJob entstand 2014 der Personaldienstleister YoungCapital in den Niederlanden und ein Jahr später folgte die Eröffnung des ersten Recruiting-Büros von YoungCapital Deutschland in Köln. Während Ineke Kooistra seit 2013 als CEO für YoungCapital eingesetzt wird, hat 2020 Philipp Tobergte die Rolle des Managing Directors für Deutschland übernommen.
2018 kaufte YoungCapital die Webseite NebenJob.de und 2020 wurde das Jobboard Jobbird.de gelaunched.
Im Juli 2021 änderte YoungCapital den Namen der Muttergesellschaft in „The Works“, um das globale Wachstum anzukurbeln.
Monatlich registrieren sich rund 12.000 junge Erwachsene auf einer der vier deutschen Webseiten (YoungCapital.de, StudentJob.de, NebenJob.de und Jobbird.de). Aktuell umfasst YoungCapitals Datenbank über 6,5 Millionen eingeschriebene Personen. Davon kommen mehr als 600.000 aus Deutschland (Stand 2020).
In Deutschland erzielte YoungCapital 2020 mit 21,9 Millionen Euro Umsatz einen Anstieg von 46 % im Vergleich zu 2018 (15 Mio. Euro). Insgesamt machte die YoungCapital Staff B.V. 2020 einen Umsatz von 507 Millionen Euro.

## Dienstleistungen
YoungCapital bietet Unternehmen verschiedene Personaldienstleistungen: Direktvermittlung und Arbeitnehmerüberlassung, mit oder ohne Workforce Management und Trainings. Neben dem Recruiting neuer Mitarbeiter wird auch das Payrolling, Poolmanagement, Training der Kandidaten und die Einsatzplanung angeboten. Die Spezialgebiete von YoungCapital liegen in den Bereichen Retail, Kundenservice, Banken/Versicherungen und der Logistik.